# Villa Favard di Rovezzano
Villa Favard si trova in via Aretina nella località di Rovezzano a Firenze.

## Storia e descrizione

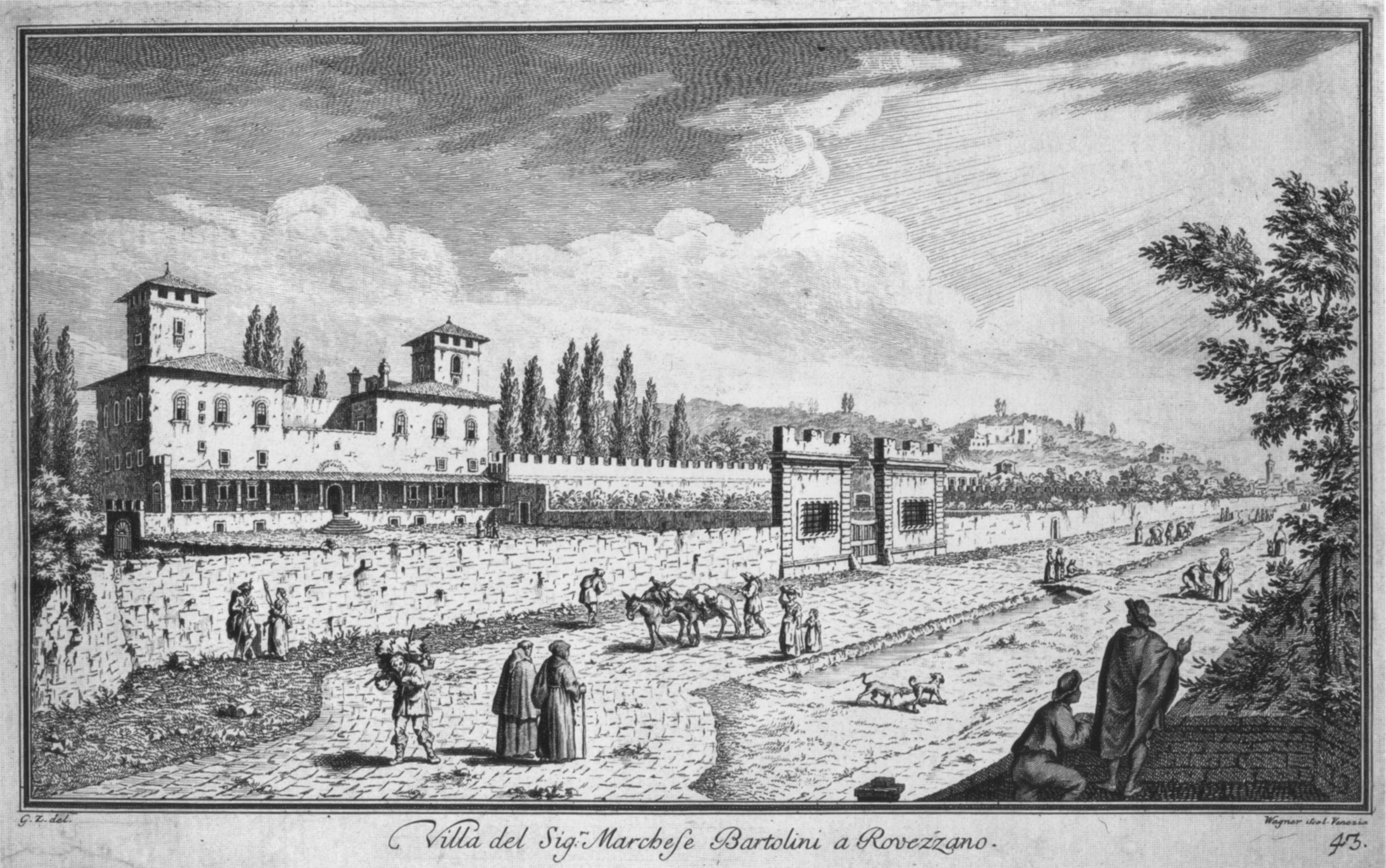
la villa nel XVIII secolo

Denominata anticamente Palagio dei Pini, la villa di Rovezzano era originariamente un insediamento rurale fortificato della famiglia dei Cerchi, che nel 1493 la cedette ai Bartolini.
Agli inizi del Cinquecento, Zanobi Bartolini dette l'incarico a Baccio d'Agnolo di ricostruire l'edificio e di progettare la sistemazione dello spazio esterno. Questi propose uno schema di giardino extraurbano caratterizzato da un grande prato antistante la villa. Resta una veduta dello Zocchi dell'aspetto settecentesco della villa, caratterizzato da un ampio prospetto rivolto in distanza all'Arno, abbellito da due torrette ai lati. 
Nel 1823 il principe Stanislao Poniatowsky acquistò la proprietà, che fu venduta dai suoi eredi nel 1855 alla baronessa Fiorella Favard de l'Anglade.
Suzanne Bacheville, futura baronessa Favard, donna intelligente e di una certa cultura ma non di nobile nascita, fece fortuna a Parigi e, stabilitasi a Firenze, incaricò Giuseppe Poggi di eseguire i lavori di ammodernamento ed abbellimento dell'edificio e del giardino, allora nella campagna fuori le mura, mentre in città si fece costruire dallo stesso architetto un elegante villino sul lungarno Nuovo. L'architetto progettò a Rovezzano una ridistribuzione degli ambienti interni, la nuova facciata neoclassica, un giardino all'inglese, una scuderia, un nuovo viale d'accesso sulla via Aretina e una cappella, in seguito usata come mausoleo per la baronessa con un monumento di Giovanni Duprè e affreschi di Annibale Gatti. Sul lato nord Poggi mantenne elementi rinascimentali della villa di Baccio d'Agnolo, e costruì un portico coperto in ferro e ghisa davanti al portone posteriore, per poter comodamente salire e scendere dalle carrozze anche col maltempo. La villa fu decorata da Annibale Gatti e da altri pittori e stuccatori. La baronessa riuscì a trasformare la propria villa in un centro di cultura, dove si potevano incontrare i maggiori intellettuali ed artisti del tempo.

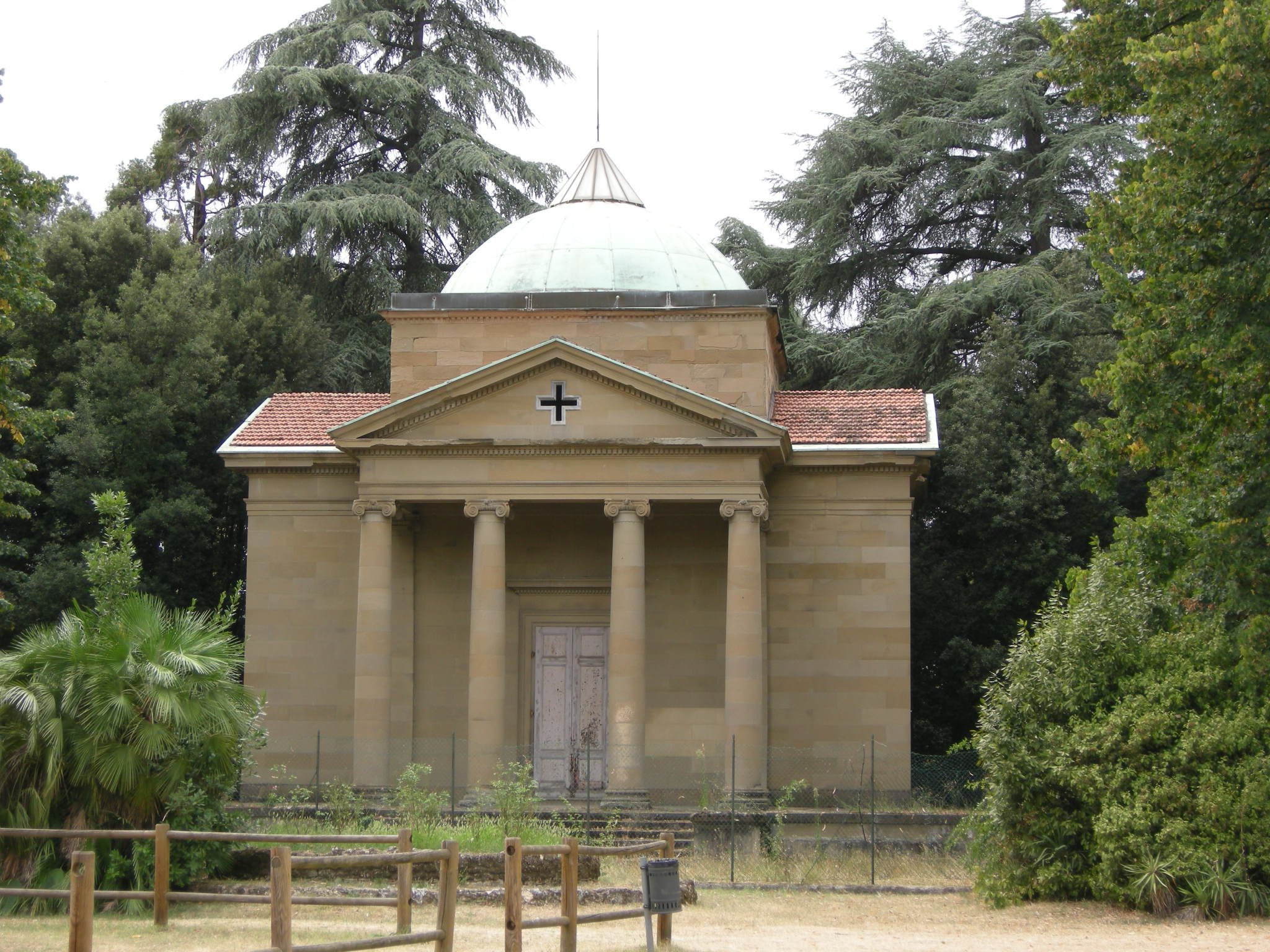
La cappella

Il parco venne ristrutturato secondo il tipico schema all'inglese, furono piantati, oltre una gran quantità di piante autoctone (querce e lecci), numerosi alberi di gusto esotico tra i quali cedri del Libano e magnolie. I viali vennero bordati da olmi inframmezzati da siepi di rose.
L'impianto classico del giardino antistante la villa fu mantenuto, con le sue siepi di alloro potate in forme geometriche, e ornato da una vasca circolare e vasi con piante di limone. Fu mantenuto anche il piccolo labirinto di bosso di cui adesso si sono perse le tracce. Furono inoltre costruite due serre in ferro e vetro per il ricovero dei limoni e delle piante tropicali, una piccola grotta e, sul lato ovest della villa, un berceau aperto che nei mesi estivi era utilizzato per feste e ricevimenti. 
Con la morte della baronessa Favard (1889), la villa passò alla sua nipote e al marito di lei, che in seguito ottenne il titolo nobiliare e mutò il proprio cognome in Da Frassineto. All'inizio del Novecento iniziò per la villa un periodo di decadenza, che la videro requisita e trasformata in ospedale militare dal 1917 al 1922. Durante la seconda guerra mondiale fu occupata dalle truppe tedesche, e nel Dopoguerra venne affidata all'Opera Pia della Madonnina del Grappa (1949). 
Negli anni settanta, l'apertura della via Rocca Tedalda e il frazionamento dell'intera proprietà ne alterò definitivamente la struttura originaria, separando la villa dal grande viale d'accesso sulla via Aretina, dalla cappella gentilizia e dal parco.
Attualmente il parco è di proprietà del Comune di Firenze e la villa dal 2009 è sede distaccata del Conservatorio musicale Luigi Cherubini. Solo la cappella appartiene ancora alla famiglia da Frassineto.